# Hideo Yamamoto
Hideo Yamamoto (山本 英夫; Tokorozawa, 23 giugno 1968) è un fumettista giapponese.
Nel 1988 debutta con l'opera breve Sheep (Pecora) sul settimanale Young Sunday, con sceneggiatura di Masahiko Takajo. A Sheep segue l'opera, raccolta in cinque volumi, Okama hakusho (Diario di un travestito). L'anno seguente realizza un volume autoconclusivo Nozokiya (Spioni a pagamento), che gli frutterà un notevole successo, che lo porterà a realizzare gli undici volumi di Shin nozokiya (Il nuovo "spioni a pagamento"). La storia Ichi (uno) farà poi da prologo ai dieci albi della fortunata serie Ichi the Killer (Koroshiya Ichi), storia violentissima da cui, nel 2001, vengono tratti un film, diretto da Takashi Miike, e un mediometraggio animato, diretto da Shinji Ishidaira. Nel 2003 Hideo Yamamoto inizia la stesura di Homunculus, concluso in 15 volumi.

## Cinema
Dalle opere di Yamamoto sono stati tratti quattro film: da Ichi the Killer è stato tratto il film Ichi the Killer, diretto da Takashi Miike; da Another one bites the dust è stata tratta la trilogia di Stop the Bitch Campaign, divisa in Stop the Bitch Campaign, Stop the Bitch Campaign: Hell Version e Enjo-kōsai bokumetsu undō.

## Opere
- Another one bites the dust
- Sheep
- Okama hakusho
- Nozokiya
- Shin nozokiya
- Ichi the Killer
- Homunculus
- Hikari-man